# Volkssternwarte Hannover

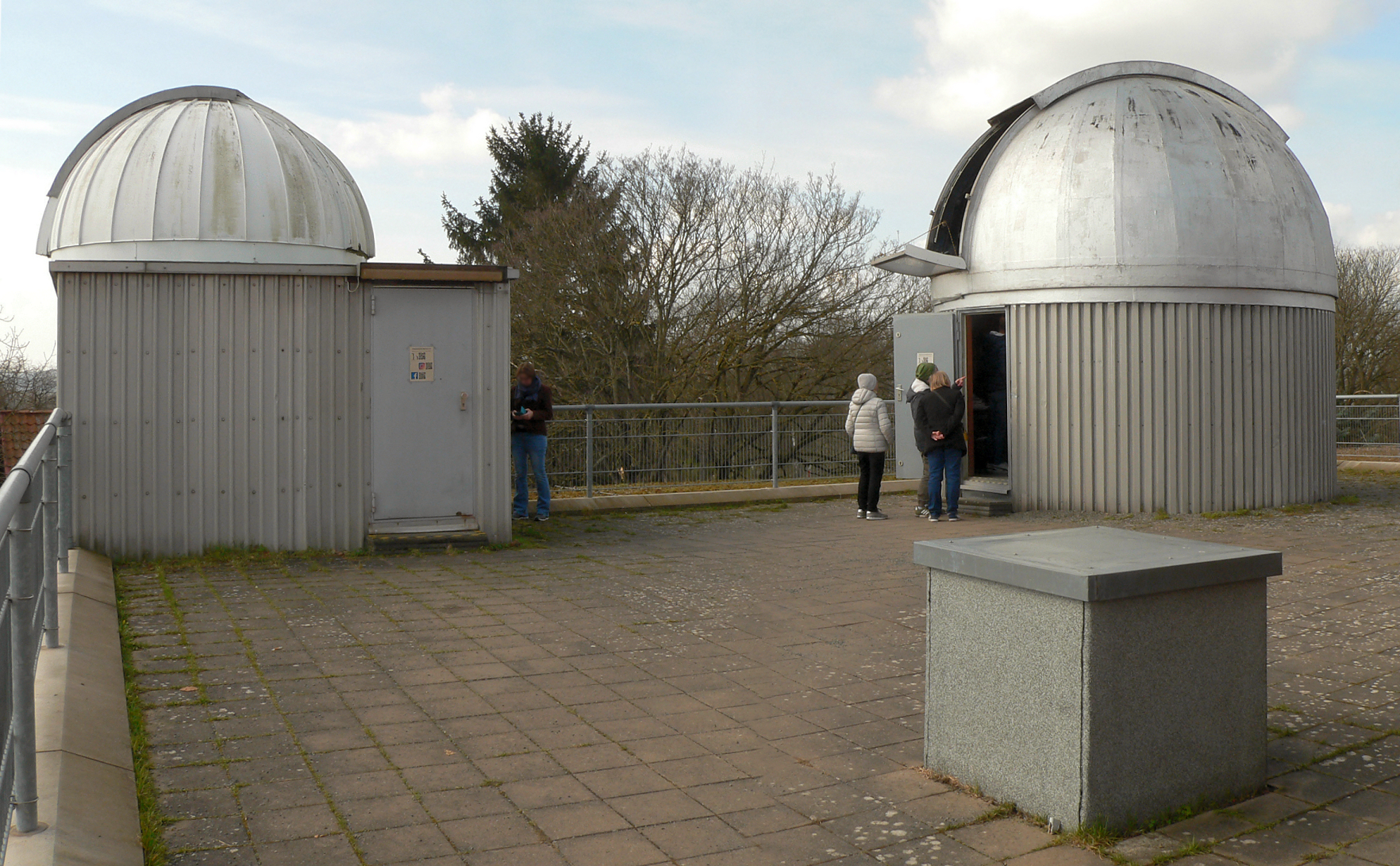
Kuppeln der Volkssternwarte Hannover

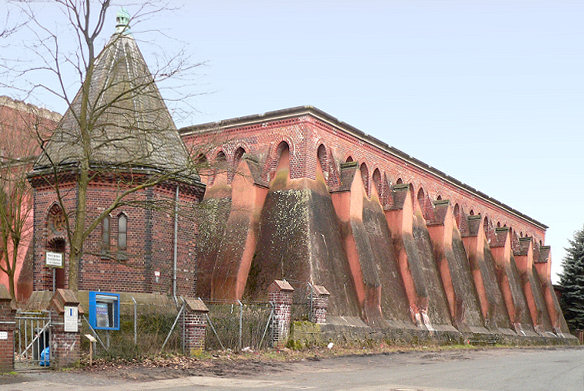
Der Wasserhochbehälter, auf dessen Dach sich die Sternwarte befindet.

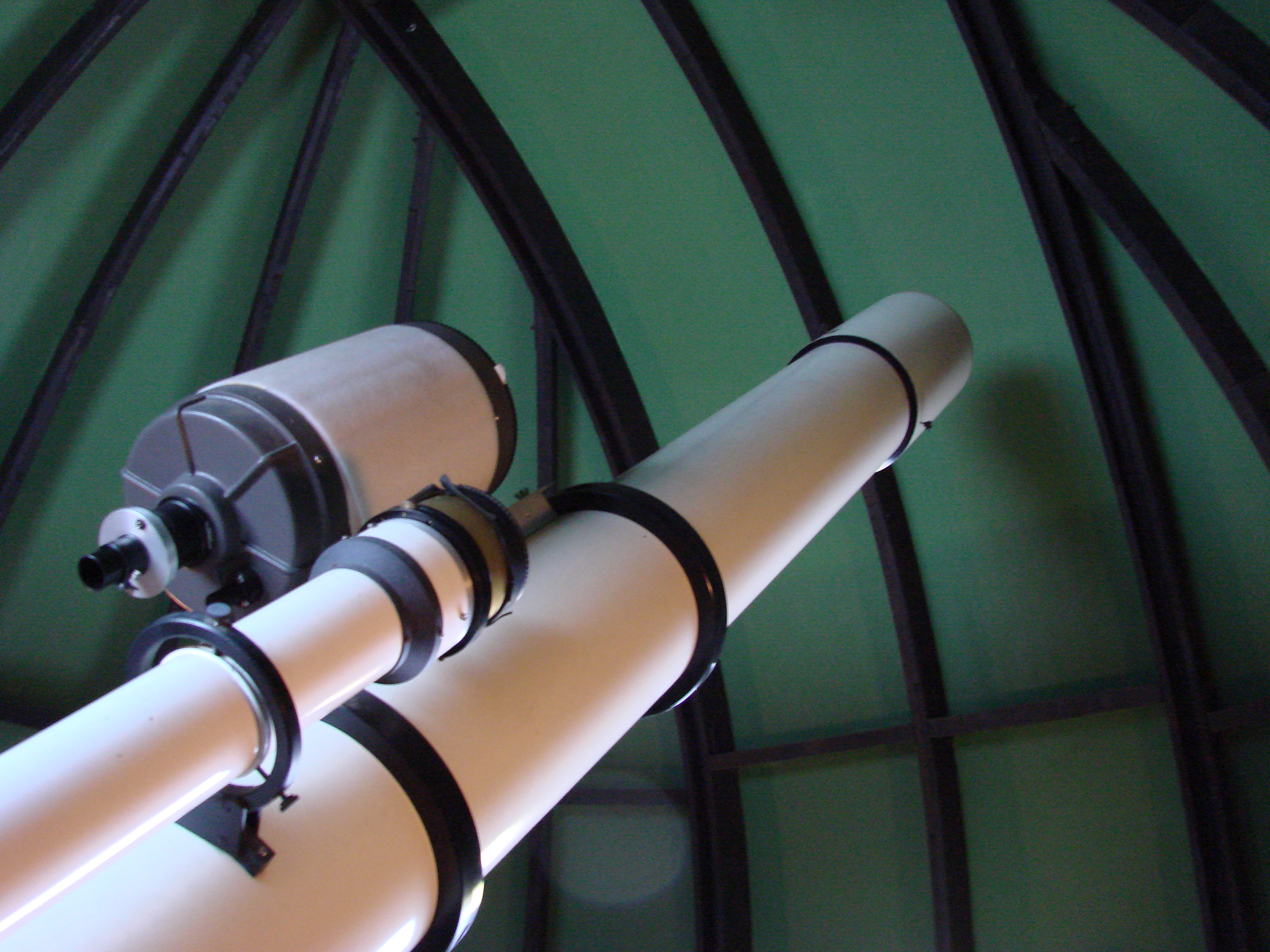
Der große Refraktor der Sternwarte und die darauf montierten Teleskope

Die Volkssternwarte Hannover ist eine vom gemeinnützigen Verein Volkssternwarte Geschwister Herschel Hannover e. V. betriebene Volkssternwarte. Sie liegt in Hannover auf dem 89 m hohen Lindener Berg und dort auf der Dachterrasse des 1878 fertiggestellten Wasserhochbehälters auf dem Lindener Berg.

## Geschichte
1947 gründeten Amateurastronomen unter der Leitung von Rudolf Hase eine Astronomische Arbeitsgemeinschaft. 1968 wurde auf dem Lindener Berg als einer der höchsten Stellen des Stadtgebietes eine Volkssternwarte errichtet. Dazu eignete sich besonders das Gelände eines Wasserwerkes im Stadtteil Linden-Süd mit dem Wasserhochbehälter als höchstem Punkt. Zunächst dienten Hases private Teleskope als Grundlage. Seit 1986 trägt der aus der Arbeitsgemeinschaft hervorgegangene Verein zum Gedenken an die Geschwister Wilhelm und Karoline Herschel, zwei aus Hannover stammende Astronomen, seinen heutigen Namen.
Die Sternwarte Hannover bietet regelmäßig öffentliche Himmelsbeobachtungen und astronomische Vorträge an. Die Sternwarte zählt im Jahr weit mehr als 1000 Besucher.

## Instrumente
Die Hauptinstrumente der Sternwarte sind in zwei Kuppeln untergebracht. Bei öffentlichen Führungen wird in der Regel ein 20-cm-FH-Refraktor mit 3 m Brennweite genutzt. Zur Beobachtung und Astrofotografie steht ein 28-cm-Schmidt-Cassegrain-Teleskop mit 2,8 m Brennweite sowie ein apochromatischer Zeiss-Refraktor mit einer Öffnung von 13 cm zur Verfügung, die mit einer computergesteuerten Montierung ausgerüstet sind. Zur Fotografie wird des Weiteren eine Flat-Field-Kamera mit einer Öffnung von knapp 20 cm genutzt. Bei hohen Besucherzahlen wird neben den Kuppeln noch ein Cassegrain-Maksutov-Reflektor mit einer Öffnung von 18 cm aufgebaut. Vereinsintern wird von Zeit zu Zeit das lichtstärkste Instrument der Sternwarte genutzt, ein transportables Dobson-Teleskop mit 35 cm Öffnung. Zur Beobachtung der Sonne stehen ein 9-cm-Refraktor mit einem H-alpha-Filter und ein Weißlichtfilter für den großen Refraktor zur Verfügung.